# Saigonita paradoxa
Saigonita paradoxa là một loài bướm đêm trong họ Noctuidae.